# Los Seis Días
Los seis días fue un grupo español originario de Barcelona, de indie pop y pop rock.
Inicialmente, la cantante Nereida Cerdà comenzó como cantautora en un dueto a guitarra y saxofón pero inició su carrera como grupo junto a Aina Godoy (guitarra), Alba Laguna (teclado), Nat González (bajo), Aimar Espinet (batería) y Vicky Longas (guitarra solista).
Su estilo musical se encuadra en la misma tendencia que grupos como The Morning Benders, Arcade Fire o Sigur Rós. Por otra parte, la banda forma parte de una  profusión significativa de grupos y solistas catalanes como Mujeres, Love of lesbian, The New Raemon, Sidonie o Manel.
A principios de 2013, la banda anunció su disolución. Tras la separación del grupo, la cantante y líder lanza su primer EP en solitario, bajo el nombre artístico de Nereida Fau.

## Orígenes comoLos seis días de la semana
En un primer momento, el nombre del grupo era «Los seis días de la semana», pero luego lo acortaron a «Los seis días». La explicación de este nombre la ofrece la cantante Nereida Cerdà: "Al grupo no le gustaban los domingos. Es el típico día que estás de resaca, la antesala del lunes. Y decidimos que quedara como Los Seis Días".

### Primer disco: Lunes
Tras grabar varias maquetas, comenzaron a trabajar en su disco inicial en septiembre de 2007. Se pusieron en contacto con Ricky Falkner, que les produjo el disco.
Durante el verano de 2008, en los estudios Blind Records de Barcelona, comenzaron la grabación de su primer álbum: "Lunes", que se estrenó el 18 de mayo de 2009, compuesto por once canciones de pop melodramático con arreglos que rozan lo épico.

Contado con la voz del cantante de Love of lesbian, Santi Balmes, en su sencillo «Te odio», que se ha convertido en una de sus canciones más conocidas. Cabe destacar que el videoclip de esta canción ganó el primer premio en el FIVECC en 2009. Con "Lunes" comenzaron una gira por distintas salas de España.
Una de las críticas a este disco expone que: «Las letras de Lunes se mueven entre la nostalgia por lo cotidiano que quedó atrás, y una apuesta a ciegas por el futuro». Canciones como «Andante con vespa» nos transportan con un ritmo bien marcado a viajes de huida nocturnos, mientras que «Globos aerostáticos» son de un género pop mucho más intimista.

### Segundo disco: Jueves
"Jueves" es el título del segundo disco, que salió a la venta el 1 de noviembre de 2010. Es un álbum en el que el grupo gana en sonoridad y complejidad, producido por Suso Saiz, del que cabe destacar que es finalista a "Mejor Productor Artístico" por varios discos entre los que se encuentra el ya nombrado Jueves, al que las críticas califican «como uno de los trabajos más convincentes del año». Su sencillo de lanzamiento, Demasiado sentimiento estrenó videoclip el 3 de noviembre de ese mismo año.

Recientemente han sido seleccionados para participar en el FestiMADtaste 2011.